# Lauri Riikonen
Lauri Riikonen, född 31 december 1900 i Pielisjärvi, död 24 juni 1973 i Lieksa, var en finländsk jurist, ämbetsman och politiker (Agrarförbundet). 
Riikonen, som var son till jordbrukare Antti Juho Riikonen och Karolina Pehkonen, blev student 1920, avlade högre rättsexamen 1927 och blev vicehäradshövding 1930. Han var advokat i Lieksa 1929–1945, direktör vid Pielisjärvi sparbank 1933–1948, häradsskrivare i Pielisjärvi härad 1948–1950 samt landshövding i Kuopio län 1950–1960 och i Norra Karelens län 1960–1967. Han var ordförande i Nord-Savolax landskapsförbund. Han var medlem av Finlands riksdag 1945–1950 och inrikesminister i Urho Kekkonens regering 1950.